# غار میرزا
غار میرزا درفاصله تقریبی ۳۰ کیلومتری شمال شرقی شهر رفسنجان واقع شده که یکی از غارهای کم نظیر و زیبای استان کرمان است که دارای استلاگمیت‌های زیبا و منحصر بفرد می‌باشد. این غار در ارتفاع حدود ۲۵۰۰ متری از سطح دریا واقع شده است.
1. ↑  Dehshiri، Sajad؛ خشتی، خبرنگار خانه (۲۰۱۶-۱۱-۱۰). «تصاویر دیدنی از درون غار میرزای رفسنجان • پایگاه اطلاع رسانی خانه خشتی رفسنجان». پایگاه اطلاع رسانی خانه خشتی رفسنجان. دریافت‌شده در ۲۰۲۳-۰۳-۱۸.
2. ↑  «سامانه جامع گردشگری داپنو- غار میرزا». داپنو. بایگانی‌شده از اصلی در ۲۱ مارس ۲۰۲۳. دریافت‌شده در ۲۰۲۳-۰۳-۱۸.
3. ↑  تقیان، بانو (۲۰۲۱-۰۲-۲۸). «جاهای دیدنی رفسنجان | راهنمای سفر رفسنجان». ره بال آسمان. دریافت‌شده در ۲۰۲۳-۰۳-۱۸.